# Kasteel Doeveren
Kasteel Doeveren is een kasteel in de tot de West-Vlaamse gemeente Oostkamp behorende plaats Ruddervoorde, gelegen aan Sijslostraat 194.

## Geschiedenis
Op de Ferrariskaarten (1770-1778) werd op deze plaats reeds een gebouw aangegeven. De benaming Doeveren (aan de oever) werd voor het eerst gebezigd in 1799.
In 1835 behoorde het goed aan Ernest Rotsaert-d'Hertaing en in 1856 werd het verkocht aan Louis de Thibault de Boesinghe. In 1922 werd het geërfd door de familie Arents de Beerteghem en midden 20e eeuw kwam het aan de familie Janssens de Bisthoven. Einde 20e eeuw kwam het aan de Dienst Toerisme van Brugge en werd het ingrijpend gerenoveerd.

## Gebouw
Het kasteeltje is van oorsprong eind 18e-eeuws, maar door de renovatie is van het oorspronkelijke uiterlijk niet veel overgebleven.